# Jean-Baptiste Tavernier

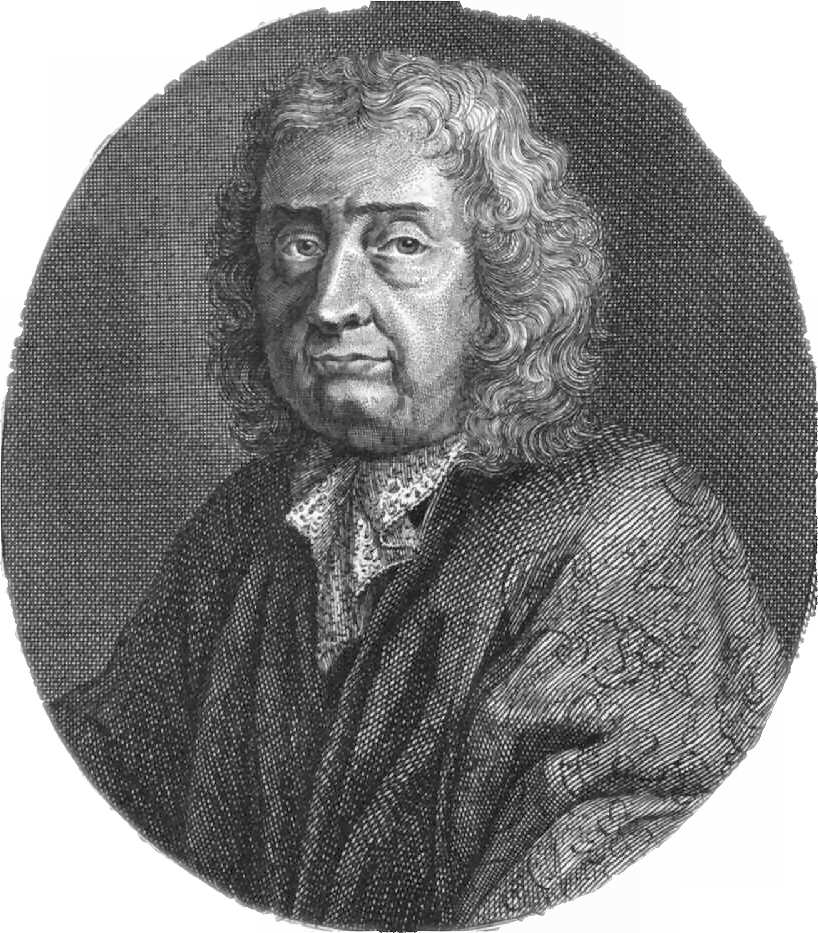
Jean-Baptiste Tavernier (1605–1689)

Jean-Baptiste Tavernier (auch: Johann Baptista Tavernier; * 1605 in Paris; † Juli 1689 in Moskau) war ein französischer Reisender und Baron von Aubonne in der Schweiz.

## Leben
Geboren ist Jean-Baptiste Tavernier 1605 in Paris als Sohn des protestantischen Kartografen Gabriel Tavernier, der mit Karten und Reiseführern handelte. In dieser Literatur fand sein Sohn Jean-Baptiste zahlreiche Informationen und Anleitungen für seine Reisen durch Frankreich, England, die Niederlande, Deutschland, die Schweiz, Polen, Ungarn und Italien.

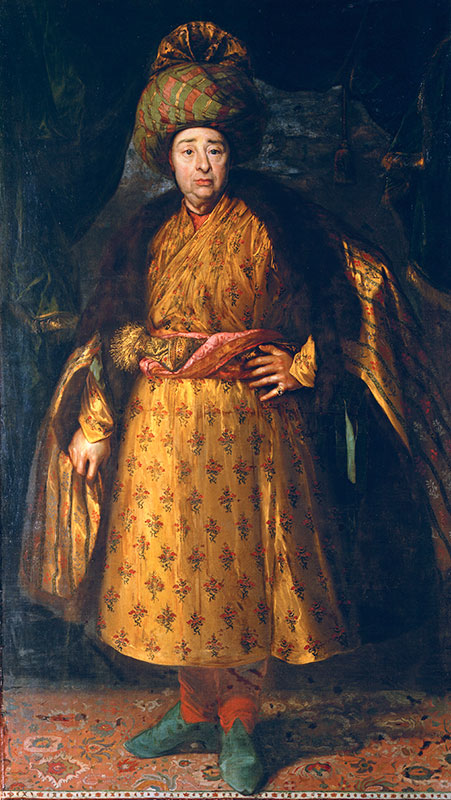
Nicolas de Largillière: Jean Baptiste Tavernier, um 1678/79

Zwischen 1628 und 1668 unternahm Jean-Baptiste Tavernier sechs große Reisen in den Orient, in das Osmanische Reich, nach Persien und nach Indien. Nur eine der sechs Reisen machte er mit dem Schiff, alle anderen unternahm er zu Lande. Er erlangte Berühmtheit durch seine Tagebücher, in denen er wie kein anderer Zeitgenosse die Reisen ausführlich dokumentierte. Sein bekanntestes und bis heute noch verlegtes Werk trägt im deutschen den Titel Reisen zu den Reichtümern Indiens / Abenteuerliche Jahre beim Großmogul 1641 - 1667.

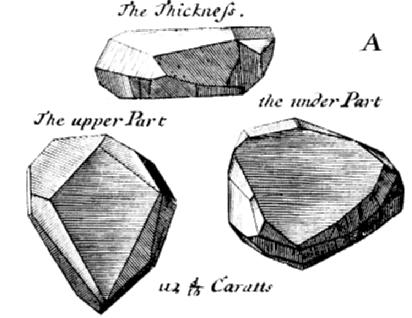
Taveniers Zeichnung des Diamanten, aus dem später höchstwahrscheinlich der Hope-Diamant geschliffen wurde.

Von seinen Reisen brachte Tavernier eine große Menge an Diamanten mit nach Europa, darunter allein zwanzig Steine zwischen 30 und 50 Karat. Einige Diamanten, die Tavernier aus Indien mitgebracht hatte, sollten später berühmt werden, wie etwa der Hope-Diamant, den er der Legende nach aus der Statue des Hindu-Gottes Vishnu gebrochen haben soll. Tavernier stieg an den europäischen Königshöfen zum angesehensten Diamantenexperten und -händler seiner Zeit auf. Es gab damals keinen großen Diamanten, den nicht er aus Indien mitgebracht oder zumindest für die Fürsten begutachtet und vermessen hat.
Im Jahre 1668 verkaufte er den Blue Hope Diamanten an König Ludwig XIV. von Frankreich.
Er gewann durch seinen Handel mit Edelsteinen viel Geld und kaufte 1670 für 60.000 Livres die Herrschaft Aubonne in der Schweiz. Ebenso viel bezahlte er für die Restaurierung des Schlosses Aubonne.
Er stand in Verbindung mit Hiob Ludolf.
Sein Vetter, den er mit in Frankreich erworbenen Waren im Wert von 222.000 Pfund per Schiff in den Orient schickte, betrog ihn. Infolgedessen musste er seine Herrschaft Aubonne 1685 an Henri Duquesne verkaufen.
Es wird behauptet, dass er seine siebte Reise unternahm, um wieder zu Geld zu kommen. Er starb aber unterwegs im Juli 1689 in Moskau im Alter von 84 Jahren.

## Werk
- Les six voyages de Jean Baptiste Tavernier, écuyer baron d'Aubonne, qu'il a fait en Turquie, en Perse, et aux Indes, pendant l'espace de quarante ans, & par toutes les routes que l'on peut tenir: accompagnez d'observations particulieres sur la qualité, la religion, le gouvernement, les coutumes & le commerce de chaque païs; avec les figures, le poids, & la valeur de monnoyes qui y ont court, Gervais Clouzier, Paris, 1676 (Digitalisat der englischen Ausgabe „Travels in India“, übersetzt und mit biographischer Skizze und Kommentar versehen von Valentine Ball, hrsg. von William Crooke: Teil I, Teil II)

Beschreibung Der Sechs Reisen Welche Johan Baptista Tavernier, Ritter und Freyherr von Aubonne, In Türckey Persien und Indien innerhalb viertzig Jahren durch alle Wege die man nach diesen Länderen nehmen kan verrichtet : Worinnen Unterschiedliche Anmerckungen von der Beschaffenheit der Religion, Regierung, Gebräuchen und Handlungen, jeglichen Landes enthalten. Samt den Figuren, Gewichten und dem Maß der Müntzen, welche in diesen Länderen gangbar sind. J. H. Widerhold, Genf, 1681 Teildigitalisat sowie Teil III online – Internet Archive, Nürnberg 1681
- Recueil de plusieurs relations et traitez singuliers et curieux de J.B. Tavernier, chevalier, baron d’Aubonne. Qui n’ont point esté mis dans ses six premiers voyages. Divisé en cinq parties. Avec la relation de l’intérieur du serrail du Grand Seigneur suivant la copie imprimée à Paris, Genève, Club des libraires de France, Le cercle du bibliophile, 1970
- Les Voyages en Orient du Baron d'Aubonne, Editions Favre, 2005